# Разсейване
Разсейването е термин, използван във физиката, за да опише широк спектър от физически процеси, при които движещи се частици или вълни, като светлина или звук, са принудени да се отклонят от праволинейната траектория поради локални нееднородности (например други частици и вълни) в средата, през която преминават. При конвенционална употреба това също включва отклонение на отразения лъч от ъгъла, предсказан от закона за отражение. Отраженията на лъчи, които претърпяват разсейване, често се наричат дифузни отражения, а неразсеяните отражения се наричат огледални отражения. Първоначално терминът е бил ограничен до разсейване на светлината (използван е още от Исак Нютон през XVII век). Тъй като са открити повече феномени, подобни на „лъчи“, идеята за разсейването е разширена към тях, така че Уилям Хершел вече се позовава на разсейването на „топлинни лъчи“ (тогава все още неразпознати като електромагнитни) през 1800 г. Джон Тиндал, пионер в изследването на разсейването на светлината, отбелязва връзката между разсейването на светлината и акустичното разсейване през 70-те години на XIX век. В края на XIX век експериментално се наблюдава и обсъжда разсейването на катодните лъчи (оказали се електрони) и рентгенови лъчи. С откриването на субатомните частици (напр. Ърнест Ръдърфорд през 1911 г.) и развитието на квантовата теория през XX век смисълът на термина става по-широк, тъй като се признава, че същите математически рамки, използвани при разсейването на светлината, могат да бъдат приложени и към много други явления.
Разсейването разглежда последствията от сблъсъци между частици (молекули, атоми, електрони, фотони и други частици) или вълни. Примерите за частици включват: разсейване на космическите лъчи в горната част на атмосферата на Земята; целенасочени сблъсъци на частици в ускорителите на частици; разсейване на електрони от газовите атоми във флуоресцентните лампи и разсейване на неутрони вътре в ядрените реактори. Други примери са взаимодействието на билярдни топки при удар, разсейването на Ръдърфорд (или промяната на ъгъла) на алфа частици от златни ядра, разсейването на Брег (или дифракция) на електрони и рентгенови лъчи от клъстер от атоми или нееластичното разсейване на фрагментите от ядрен разпад през тънко фолио.
Видовете нееднородности, понякога известни като разсейващи центрове, са твърде многобройни, за да бъдат изброени, но една малка извадка включва частици, мехурчета, капчици, флуктуации на плътността на течности, кристалити в поликристални твърди вещества, дефекти в монокристали, грапавини на повърхност, клетки в организмите и текстилни влакна в дрехите. Ефектите от такива сблъсъци по пътя на почти всеки тип разпространяваща се вълна или движеща се частица могат да бъдат описани в рамките на теорията на разсейването.
Някои области, в които разсейването и теорията му са важни, включват радарно наблюдение, ехография, инспекция на полупроводникови пластини, мониторинг на процеса на полимеризация, акустично облицоване, комуникации в космоса и компютърно генерирани изображения. Теорията за разсейване на частица от друга частица е важна в областите физика на елементарните частици, атомна, молекулярна и оптична физика, ядрена физика и астрофизика. Във физиката на елементарните частици квантовото взаимодействие и разсейването на фундаменталните частици се описват от матрицата на разсейване или S-матрицата, въведена и разработена от Джон Уилър и Вернер Хайзенберг.
Разсейването се определя количествено с помощта на различни концепции, сред които напречно сечение на разсейване (σ), коефициент на затихване, двупосочна функция на разпределение на разсейване (BSDF), S-матрици и среден свободен пробег. Описанието на разсейването и разграничението между еднократно и многократно разсейване са тясно свързани с корпускулярно-вълновия дуализъм.

## Еднократно и многократно разсейване
Когато потокът частици или вълната се разсейват само от един локализиран център, това се нарича единично разсейване. По-често разсейващите центрове са групирани заедно; в такива случаи потокът може да се разпръсне многократно и това е известно като многократно разсейване. Основната разлика между единичното и многократното разсейване е, че единичното разсейване обикновено може да се третира като случаен феномен, докато многократното разсейване, донякъде контраинтуитивно, се поддава на моделиране, тъй като комбинираният резултат от голям брой събития на разсейване клони е нещо средно. Поради това многократното разсейване често може да се моделира добре с теорията на дифузията.
Тъй като местоположението на даден единичен център на разсейване обикновено не е известно спрямо пътя на падащата частица, резултатът, който зависи от точната траектория, ще изглежда случаен за наблюдателя. Този тип разсейване може да бъде илюстриран от електрон, изстрелян към атомно ядро. В този случай точната позиция на атома спрямо пътя на електрона е неизвестна и точната траектория на електрона след сблъсъка не може да бъде предвидена. Следователно единичното разсейване често се описва чрез вероятностни разпределения.
При многократното разсейване случайните взаимодействия имат тенденция да се усредняват, така че резултатът от разсейването изглежда като детерминистично разпределение на интензитета. Това се илюстрира от светлинен лъч, преминаващ през гъста мъгла. Многократното разсейване много прилича на дифузията, а термините многократно разсейване и дифузия са взаимозаменяеми в редица случаи. Оптичните елементи, предназначени да произвеждат многократно разсейване, са известни като дифузори. Кохерентното обратно разсейване е усилено обратното разсейване, което възниква, когато кохерентното излъчване се разсейва многократно в произволна среда.

## Теория
За изучаване и разбиране на разсейването на вълни и частици е създадена теория на разсейването. От математическа гледна точка разсейването се моделира с решенията на частни диференциални уравнения с подходящи гранични условия.
Задачата за директното разсейване определя разпределението на разсеяната вълна/поток от частици въз основа на характеристиките на разсейвателя. Задачата за обратното разсейване определя характеристиките на разсейвателя (напр. неговата форма, вътрешен строеж) от данните при измерването на вълна или частици, разсеяни от обекта.

### Затихване поради разсейване
Когато мишената е съставена от много центрове на разсейване с неопределена относителна позиция, обичайно се съставя уравнение, което приема различни форми в различните области на приложение. В най-простия случай се разглежда взаимодействие, при което частиците от „падащия лъч“ отпадат от него с еднаква скорост, пропорционална на първоначалния брой частици на единица площ за единица време ({\displaystyle I}), т.е
{\displaystyle {\frac {dI}{dx}}=-QI\,\!}
където Q е коефициент на взаимодействие, а x е изминатото разстояние в мишената.
Горното обикновено диференциално уравнение от първи ред има решения от вида:
{\displaystyle I=I_{o}e^{-Q\Delta x}=I_{o}e^{-{\frac {\Delta x}{\lambda }}}=I_{o}e^{-\sigma (\eta \Delta x)}=I_{o}e^{-{\frac {\rho \Delta x}{\tau }}},}
където I o е началният поток, а дължината на пробега е Δx ≡ х − x o. Второто равенство дефинира средния свободен пробег λ, третото използва броя на мишените в единица обем η, за да дефинира напречно сечение σ, а последното равенство използва масовата плътност на мишената ρ, за да дефинира средния свободен пробег според плътността τ. Преобразуването между тези величини става чрез Q = 1/ λ = η σ = ρ / τ, както е показано на фигурата.
В електромагнитната абсорбционна спектроскопия например, коефициентът на взаимодействие (Q в cm − 1) се нарича по различен начин: непрозрачност, коефициент на поглъщане и коефициент на затихване. В ядрената физика са популярни напречните сечения на разсейване (σ в барни или единици от 10 − 24 cm 2), средния свободен пробег според плътността (τ в грамове/cm 2) и нейната реципрочна величина масов коефициент на затихване (в cm 2 / грам), докато в електронната микроскопия често се използва нееластичният среден свободен пробег (λ в нанометри).

### Еластично и нееластично разсейване
Терминът „еластично разсейване“ означава, че вътрешните състояния на разсейващите частици не се променят и те излизат непроменени от процеса на разсейване. При нееластичното разсейване, обратно, вътрешното състояние на частиците се променя, което може да доведе до възбуждане на някои от електроните на разсейващия атом или дори до пълно унищожаване на разсейвателя и създаване на изцяло нови частици.
Примерът за разсейване в квантовата химия е особено поучителен, тъй като теорията е доста сложна, като същевременно предоставя добра основа, върху която да се изгради интуитивно разбиране. Когато два атома се разсейват един от друг, те могат да се опишат с решения за свързаните състояния на едно диференциално уравнение. Така, например, водородният атом съответства на решение на уравнението на Шрьодингер с отрицателен централен потенциал (т.е. кулонов на привличане). Разсейването на два водородни атома един от друг ще наруши състоянието на всеки от тях, в резултат на което единият или и двата ще преминат във възбудено състояние или дори ще се йонизират, което представлява процес на нееластично разсейване.
Терминът „дълбоко нееластично разсейване“ се отнася до специален вид експеримент за разсейване във физиката на елементарните частици.

## Електромагнетизъм
Електромагнитните вълни са една от най-известните и най-често срещаните форми на вълни, които претърпяват разсейване. Разсейването на светлината и на радиовълните (особено при радара) е особено важно за практиката. Няколко различни аспекта на електромагнитното разсейване са достатъчно различни и имат отделни имена. Основните форми на еластично разсейване на светлината (включващо незначителен пренос на енергия) са разсейването на Рейли и разсейването на Ми. Нееластичното разсейване включва разсейване на Брилуен, Раманово разсейване, нееластично разсейване на рентгенови лъчи и Комптъново разсейване.
Разсейването на светлината е един от двата основни физически процеса, които допринасят за видимия вид на повечето обекти; другият е абсорбцията (поглъщането). Повърхностите, описвани като бели, дължат външния си вид на многократното разсейване на падащата светлина от вътрешни или повърхностни нехомогенности в обекта, например от границите на прозрачни микроскопични кристали, които изграждат камъка, или от микроскопичните влакна в листа хартия. По-общо казано, гланцът (или лъскавината, блясъкът) на повърхността се определя от разсейването. Повърхностите със силно разсейване се описват като матови или с матово покритие, докато липсата на повърхностно разсейване води до лъскав външен вид, както при полиран метал или камък.
Спектралната абсорбция, селективната абсорбция на определени цветове, определя цвета на повечето обекти чрез еластично разсейване. Видимият син цвят на вените в кожата е често срещан пример, при който важна и сложна роля в оцветяването играят както спектралната абсорбция, така и разсейването. Разсейването на светлината може също да създаде цвят без поглъщане, често нюанси на синьото, както при небето (разсейване на Рейли), човешкия син ирис и перата на някои птици. Въпреки това, резонансното разсейване на светлината в наночастиците може да произведе много различни силно наситени и живи нюанси, особено когато е включен повърхностен плазмонен резонанс.
Моделите на разсейване на светлината могат да бъдат разделени на три области на базата на безразмерния параметър α, който се определя като:
{\displaystyle \alpha =\pi D_{\text{p}}/\lambda ,}
където πD p е обиколката на частицата и λ е дължината на вълната на падащото лъчение във веществото. Въз основа на стойността на α тези области са:
- α ≪ 1: Релеево разсейване (малка частица в сравнение с дължината на вълната на светлината);
- α ≈ 1: разсейване на Ми (частица с приблизително същия размер като дължината на вълната на светлината, валидно само за сфери);
- α ≫ 1: геометрично разсейване (частица, много по-голяма от дължината на вълната на светлината).